# Tori-shima
Tori-shima (鳥島 Tori-shima or Izu-no-Tori-shima), que significa literalmente "Ilha do Pássaro", é uma ilha japonesa inabitada no Oceano Pacífico. A ilha vulcânica é parte do arquipélago Izu.